# Compagnie des Alpes
Compagnie des Alpes (CDA) is een Frans bedrijf dat 10 wintersportgebieden en 12 attractieparken uitbaat. Het werd in 1989 opgericht door de staatsbank Caisse des dépôts et consignations (CDC) om de investeringen van de staat in Franse skigebieden te consolideren en nieuwe investering in de sector aan te wakkeren. Sinds de jaren 2000 is Compagnie des Alpes ook actief in de sector van de pretparken. Het bedrijf is genoteerd op de beurs van Parijs, maar blijft voor 40% in handen van de Franse staat.

## Geschiedenis

### Pretparken
- 2002 - CDA koopt het Duitse park Fort Fun Abenteuerland en het Franse Parc Astérix.
- 2005 - Planète Sauvage en La Mer de Sable worden toegevoegd aan het CDA-imperium.
- 2006 - De groep koopt 5 van de 7 StarParks-parken over. Het zijn vooral de Walibiparken. Enkel Walibi Lorraine en Movie Park Germany blijven in handen van StarParks.
- 2008 - De groep verkoopt het Duitse Panorama Park aan een lokale ondernemer.
- 2010 - De parken Pleasurewood Hills, Avonturenpark Hellendoorn en Parc Bagatelle worden verkocht.
- 2011 - Compagnie des Alpes kondigt de rebranding van de Walibi Parken aan.
- 2014 - Dolfinarium Harderwijk en Walibi Sud-Ouest worden verkocht aan de Spaanse groep Aspro Parks.
- 2015 - CDA verkoopt dierenpark Planète Sauvage en attractiepark La Mer de Sable aan Looping Group. - Sindibad by Walibi in Marokko opent, een nieuw attractiepark van CDA.
- 2017 - CDA verkoopt attractiepark Fort Fun Abenteuerland aan Looping Group.
- 2019 - CDA koopt Familypark in Oostenrijk.

## Bezittingen

### Wintersport
- Avoriaz (SERMA) (aandeel)
- Chamonix (Compagnie du Mont Blanc)
- Espace Killy
  - Tignes (STGM)
  - Val d'Isère (STVI)
- La Rosière (DSR, 20% aandeel)
- Le Grand Massif (GMD, DSG, DSF, SOREMAC)
- Les Menuires (SEVABEL)
- Megève (SRMM)
- Méribel (Méribel Alpina)
- Paradiski (Promalp)
  - La Plagne (SAP)
  - Les Arcs/Peisey-Vallandry (ADS)
- Saas-Fee (41% aandeel)
- Serre Chevalier (SCV)
- Valmorel (DSV) (aandeel)
- Verbier (Téléverbier) (20% aandeel)

### Attractieparken
- Bellewaerde Park (inclusief het Aquapark) (Zonnebeke en Ieper, België)
- Familypark (Sankt Margarethen im Burgenland, Oostenrijk)
- France Miniature (Élancourt, Frankrijk)
- Futuroscope (Chasseneuil-du-Poitou en Jaunay-Clan, Frankrijk)
- Le Jardin d'acclimatation (Parijs, Frankrijk)
- Parc Astérix (Plailly, Frankrijk)
- Walibi Belgium en Aqualibi (Waver, België)
- Walibi Holland (Biddinghuizen, Nederland)
- Walibi Rhône-Alpes (Les Avenières, Frankrijk)
- Belantis (Leipzig, Duitsland)

### Andere
- Chaplin's World by Grévin (Corsier-sur-Vevey, Zwitserland)
- Musée Grévin (Parijs, Frankrijk)
- Musée Grévin Montreal (Montréal, Canada)

## Ingélo
Ingélo is een dochteronderneming van Compagnie des Alpes. Ze ontstond in 2011 uit de firma Montaval van STVI, de uitbater van Val d'Isère die door Compagnie des Alpes werd opgekocht. Ingélo doet onderzoek naar de plaatsing of aanpassing van liften, pistes en sneeuwmaken en levert zelf ook materieel. De firma is gevestigd in Chambéry en Val d'Isère en heeft een omzet van 4 à 5 miljoen euro per jaar.